# SYM・RV
SYM・RVとはSYMが販売するスクータータイプのオートバイである。

## モデル一覧

### RV125
原付2種クラスにしてビッグスクータータイプのデザインを採用したモデルであり、国産では手に入らないデザインで人気のスクーターである。原付2種の特徴である維持費の安さと250ccクラスの特徴である車格をうまく取り入れ、幅広い世代から支持を受けている。台湾は2002年以前、排気量規制により150ccまでのオートバイしか生産できなかった。そのため台湾のオートバイメーカーは150cc以下のバイクを得意としており、上級車種であるRV250に比べ初期不良が少ない。
競合車種は台湾山葉のマジェスティ125、キムコのグランドディンク125・ディンク125。125ccビッグスクーターというカテゴリの中ではマジェスティに次いで日本のシェア第2位の車種である（グランドディンク・ディンクには大きく水をあけてのシェア第2位。（Web版バイクブロス車種別ランキング））。
- 2005年5月よりインジェクションタイプのRV125EFIが発売される。
- 2008年11月にキャブレタータイプのRV125JPの製造を中止すると発表。今後のRV125のメインはインジェクションタイプとなる。（2008年に強化された日本の自動車排ガス規制対応のため。）

### RV180
普通自動二輪クラスに分類されるオートバイである。
車両はRV125と同じものを使用しており、RV125の上級車種という位置づけである。エンジンもRV125のボアアップ仕様である。競合車種はキムコのグランドディンク150。180ccという排気量の為普通自動二輪扱いとなり、維持費がかかるためRV125に比べやや人気は劣る。しかし、高速道路も走れる排気量ながら取り回しのよい車格であり、大都市圏、特に東京では首都高速道路があるため、利便性が大いに評価されている。

## 諸元
| - 共通スペック - 全長:2010mm - 全幅:760mm - 軸間距離:1440mm - 最低地上高:121mm - エンジン形式:水冷4サイクル - バルブ方式:4バルブOHC単気筒 - 変速機形式:CVT - 始動方式:セル・キック併用 - ブレーキ:前：ディスク（径273mm）/後：ディスク（径200mm） - タイヤサイズ:前：110/80-12 61L/後：130/70-12 64L - RV125JP - 全高:1155mm - シート高:730mm - 乾燥重量:144.0kg - 総排気量:124.5cc - 内径x行程:57mm×48.8mm - 圧縮比:10.5：1 - 最大出力:8.4kW(11.4ps)/8000rpm - 最大トルク:9.9N・m(1.01kg-m)/6500rpm - 燃料タンク容量:8.5L - RV125EFI - 全高:1300mm - シート高:735mm - 乾燥重量:154.0kg - 総排気量:124.5cc - 内径x行程:57mm×48.8mm - 圧縮比:12：1 - 最大出力:8.6kW/(11.8ps)9000rpm - 最大トルク:9.9N・m(1.01kg-m)/7000rpm - 燃料タンク容量:7.6L | - RV180JP - 全高:1155mm - シート高:735mm - 乾燥重量:154.0kg - 総排気量:171.2cc - 内径x行程:61mm×58.6mm - 圧縮比:10：1 - 最大出力:10.7kW(14.5ps)/8000rpm - 最大トルク:13.7N・m(1.4kg-m)/6500rpm - 燃料タンク容量:8.5L - RV180EFI - 全高 1300mm - シート高:735mm - 乾燥重量:154.0kg - 総排気量:171.2cc - 内径x行程:61mm×58.6mm - 圧縮比:10：1 - 最大出力:11.98kW(16.3ps)/8000rpm - 最大トルク:15.48N・m(1.58kg-m)/6500rpm - 燃料タンク容量:7.6L |